# Secularizarea averilor mănăstirești

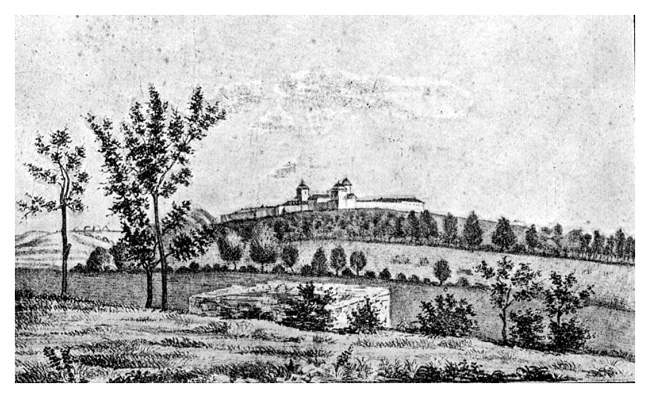
Gravură din 1860 – Mănăstirea Cotroceni şi moşia sa din Bucureşti

Secularizarea averilor mănăstirești a fost, alături de reforma agrară, una dintre reformele fundamentale adoptate de Alexandru Ioan Cuza pentru modernizarea României, prin care proprietățile bisericilor și mănăstirilor închinate din țară au fost trecute în proprietatea statului. Măsura adoptată în 1863, la 4 ani de la Unirea Principatelor, era fundamentală pentru formarea noului stat român, întrucât 1/4 din suprafața arabilă a țării aparținea mănăstirilor românești aflate sub influență preponderent greacă. Aceste proprietăți generau anual venituri de circa 7 milioane de franci, bani care luau calea străinătății și pe care călugării greci instalați în mănăstiri îi cheltuiau fără să dea socoteală autorităților și fără să aducă un folos real românilor .

## Istoricul secularizării
Măsura adoptată de către guvernul prezidat de Mihail Kogălniceanu răspundea unor cerințe mult mai vechi ale Revoluției de la 1848 și ale Adunărilor ad-hoc. Problema mănăstirilor închinate avea o istorie mult mai lungă. Se obișnuia ca domnii și boierii mai înstăriți să facă donații mănăstirilor în bunuri sau în moșii. Cu timpul, veniturile mănăstirilor s-au transformat din resurse necesare desfășurări activității de cult în simple surse de venit pentru patriarhiile și mănăstirile cărora erau închinate. Obligațiile către administrația Țărilor Române erau ignorate. Călugării străini beneficiau de un statut care-i scotea de sub incidența legilor românești. Ei acumulaseră, pe diverse căi, averi impresionante. Cu toate că Regulamentul Organic a introdus obligativitatea plății dărilor către stat în proporție de un sfert din veniturile realizate, măsura a rămas literă moartă din cauza refuzului călugărilor greci de a se supune acestuia. Chestiunea nu putea fi reglementată datorită sprijinului pe care Imperiul Rus și Imperiul Otoman îl acordau Patriarhiei de la Constantinopol.
Încă de la începutul domniei sale, Alexandru Ioan Cuza avea în programul său de reforme secularizarea averilor mănăstirești. În 1859, când Poarta a decis printr-un decret să le scutească de la plata contribuțiilor către stat, guvernul român și-a manifestat autoritatea sechestrându-le veniturile. În martie 1863, consiliul de miniștri a hotărât ca limba de oficiere a slujbelor să fie limba română, în locul limbii slavone, respectiv limbii grecești. Presimțind inevitabilul, mulți călugări greci au încercat să părăsească țara, luând cu ei obiecte de preț de prin mănăstiri. Autoritățile au dispus atunci condiționarea eliberării de pașapoarte de îndeplinirea unor anumite condiții, printre care se afla și obligația de a nu scoate din țară bunurile de patrimoniu. Astfel au fost salvate de la înstrăinare obiecte importante din patrimoniul național, multe dintre ele având  să fie adunate un an mai târziu în cadrul Muzeului național de antichități, instituit de Cuza prin decret domnesc.
Cuza a poruncit să fie controlată gestiunea mănăstirilor, ocazie cu care au fost scoase la iveală numeroase nereguli în evidența și gestionarea fondurilor.
În iulie 1863 guvernul a oferit o sumă importantă călugărilor greci drept despăgubire (30 milioane franci), dar aceasta a fost refuzată de patriarhul Constantinopolului Sofronie al III-lea. Prin aceasta se încerca o soluționare pe cale amiabilă a unei chestiuni care avea implicații internaționale delicate, dar Imperiul Otoman, Austro-Ungaria și Imperiul Rus s-au opus cu putere soluției găsite de români. Cu toate acestea, guvernul Kogălniceanu a grăbit dezbaterea și adoptarea legii. Un rol important l-a jucat pe plan intern Dimitrie Bolintineanu, iar, pe plan extern, de recunoașterea măsurii s-a ocupat în bună parte Costache Negri.
„Legea secularizării averilor mănăstirești” a fost votată la 17 (SV) /29 decembrie (SN) 1863 și prevedea că:
Toate averile mănăstirești închinate și neînchinate precum și alte legate publice sau daruri făcute de diferiți testatori și donatori din Principatele Unite la Sfântul Mormânt, Muntele Athos, Sinai precum și la mitropolii, episcopii și la metoacele lor de aici din țară și la alte mănăstiri și biserici din orașe sau la așezăminte de binefacere și de utilitate publică, se proclamă domeniuri ale Statului Român, iar veniturile acestor așezăminte vor fi cuprinse în bugetul general al statului.
În total au fost trecute în proprietatea statului 75 de mănăstiri închinate bisericii grecești, dintre care 44 din Țara Românească și 31 din Moldova, care dețineau la rândul lor mai multe metocuri și moșii. Numărul moșiilor închinate era de 560 (366 în Țara Românească și 194 din Moldova). Ele totalizau circa un sfert din teritoriul arabil al țării, plus numeroase păduri.
Legea secularizării prevedea o compensație de 82 milioane lei (din care aveau să se scadă 31 milioane datoare statului de așezămintele religioase), o sumă mare pentru bugetul țării, bani pe care călugării greci i-au refuzat nemulțumiți. Conducerea Bisericii Ortodoxe Elene a hotărât să refuze oferta făcută de statul român, în speranța că Puterile garante vor interveni. În final călugărilor nu li s-a mai plătit nimic. Pentru a nu avea aparența unei legi xenofobe, au fost secularizate deopotrivă și averile mănăstirilor românești, care nu țineau de greci. Măsura a suscitat protestele vehemente ale Turciei, dar, în ciuda acestora, Cuza a mers înainte cu aplicarea ei. Moșiile recuperate au format „Domeniile Statului”. O bună parte dintre ele au fost divizate în loturi și atribuite țăranilor împroprietăriți în reforma agrară care a urmat. Peste câțiva ani, în timpul domniei lui Carol I, Parlamentul a declarat definitiv închisă problema mănăstirilor închinate.